# Andrés Arroyave
Andrés Felipe Arroyave Da Silva (* 9. Juni 1990 in Pereira; † 8. Februar 2018 ebenda) war ein kolumbianischer Fußballspieler.

## Sportlicher Werdegang
Arroyave verließ im Alter von 14 Jahren Kolumbien, um sich der Jugendabteilung des argentinischen Klubs CA Rosario Central anzuschließen. Später kehrte er in sein Heimatland zurück und spielte in seiner Geburtsstadt für Deportivo Pereira. 2011 stieg er mit dem Klub aus der Categoría Primera A ab. 
2013 wechselte Arroyave erneut ins Ausland, dieses Mal schloss er sich dem Ayacucho FC an. Mit der Mannschaft belegte er mittlere Tabellenplätze in der Primera División. Anfang 2015 wechselte er innerhalb der Meisterschaft zu Sport Loreto. Kurze Zeit nach seiner Verpflichtung fiel er wegen anhaltender Bauchschmerzen längerfristig aus, nach einem operativen Eingriff beendete er seine aktive Laufbahn.
Anfang 2018 wurde Arroyave bei einem Besuch in seiner Geburtsstadt mit einer Peritonitis ins Krankenhaus eingeliefert. Bei der anschließenden Notoperation wurde ein Magenkarzinom diagnostiziert, an dessen Folgen er im Alter von 27 Jahren starb.